# Фенетол
Фенето́л, также этоксибензол, — органическое вещество, этиловый эфир фенола, с формулой C6H5-O-C2H5, относится к ароматическим простым эфирам.

## Физико-химические свойства
Фенетол представляет собой бесцветную либо слегка желтоватую маслянистую жидкость, со специфическим ароматическим запахом. Плохо растворим в воде, хорошо растворяется в этаноле и диэтиловом эфире. С водой образует азеотропную смесь (43 % фенетола + 57 % воды, Ткип=97,3 °C).
Фенетол вступает в реакции электрофильного замещения в ароматическом ядре: хлорируется, бромируется, нитруется в орто- и пара-положениях.

## Получение
Фенетол образуется в результате взаимодействия фенолята натрия с этилсульфатом натрия, при нагревании:
{\displaystyle {\mathsf {C_{6}H_{5}ONa+C_{2}H_{5}OSO_{3}Na{\xrightarrow {180^{o}C}}C_{6}H_{5}OC_{2}H_{5}+Na_{2}SO_{4}}}}
Также фенетол можно получить алкилированием фенола галогеналканом (этилхлоридом или этилбромидом):
{\displaystyle {\mathsf {C_{6}H_{5}OH+C_{2}H_{5}Cl\rightarrow C_{6}H_{5}OC_{2}H_{5}+HCl}}}

## Применение
Используется в качестве растворителя, а также как промежуточный продукт в синтезе красителей, душистых веществ. Нитрованием фенетола и последующим восстановлением из него приготовляются фенетидин и дифенетидин, используемых как жаропонижающие вещества.